# Carnaval des Gais Lurons
Le Carnaval des Gais Lurons est un carnaval de Bretagne. Le défilé se produit chaque année à Vitré (Ille-et-Vilaine) le Dimanche des Rameaux. Chaque année, cette grande manifestation populaire attire plus de 50 000 visiteurs venant de l'ensemble de l'Ouest de la France.
Traditionnellement, le Carnaval de Vitré se caractérise par des défilés de « grosses têtes » en papier mâché et par l'utilisation de confettis. Plus d'un millier de personnes y participent.

## Histoire
En 1953, un groupe d'amis décide de créer l'association « Les Sans Soucis » pour animer le quartier Sainte-Croix afin de récolter des fonds pour la restauration du clocher de l'église du quartier. En 1958, « Les Sans Soucis » deviennent « Les Gais Lurons », leur notoriété est croissante, les chars défilent sur toute la ville.
En 1993, le défilé de la « Mi-Carême » est devenu le « carnaval ». L'entrée est gratuite depuis 1999 avec l'article L. 2213-6 du code général des collectivités territoriales relatif au droit d'accès à certaines manifestations culturelles sur la voie publique.
Aujourd'hui, le carnaval de Vitré est parmi les plus grandes manifestations de la ville et du département.

## Programmation
- Quinze jours avant le Dimanche des Rameaux, l'association des Gais Lurons organise des portes ouvertes pour exposer les chars.

- La fête foraine s'installe place du Champ-de-Foire environ une semaine avant le Carnaval. Cette place étant en travaux durant l'année 2007, la fête foraine est provisoirement transférée sur le parking Gare-Sud, le long de la voie ferrée. Elle comprend huit attractions et une soixantaine de stands. En tout, plus de 240 personnes y travaillent.

- Le dimanche précédent le grand défilé, course cycliste des Gais Lurons de niveau régional organisée en partenariat avec le Cyclo Club Vitréen

- Le vendredi, lancer d'œufs, place de la Gare.

- Le samedi, départ du mini-défilé en ville, réception de la classe de l'année à la mairie, puis grande réception au parc des expositions.

- Le dimanche, prestations et aubades des groupes musicaux dans différents quartiers du centre ville de Vitré le matin, puis mise en place des chars au départ. En début d'après-midi, départ de la cavalcade et grand défilé carnavalesque, des chars, des groupes de musique, de danse et de majorettes.

- Depuis 2006, à la demande du public, le comité des Gais Lurons organise, pour la première fois, un défilé de tous les chars illuminés deux semaines après le carnaval. Celui-ci se termine par l'embrasement du Gai Luron et par la bataille de confettis.

Chars lors du Carnaval des Gais Lurons en 2011
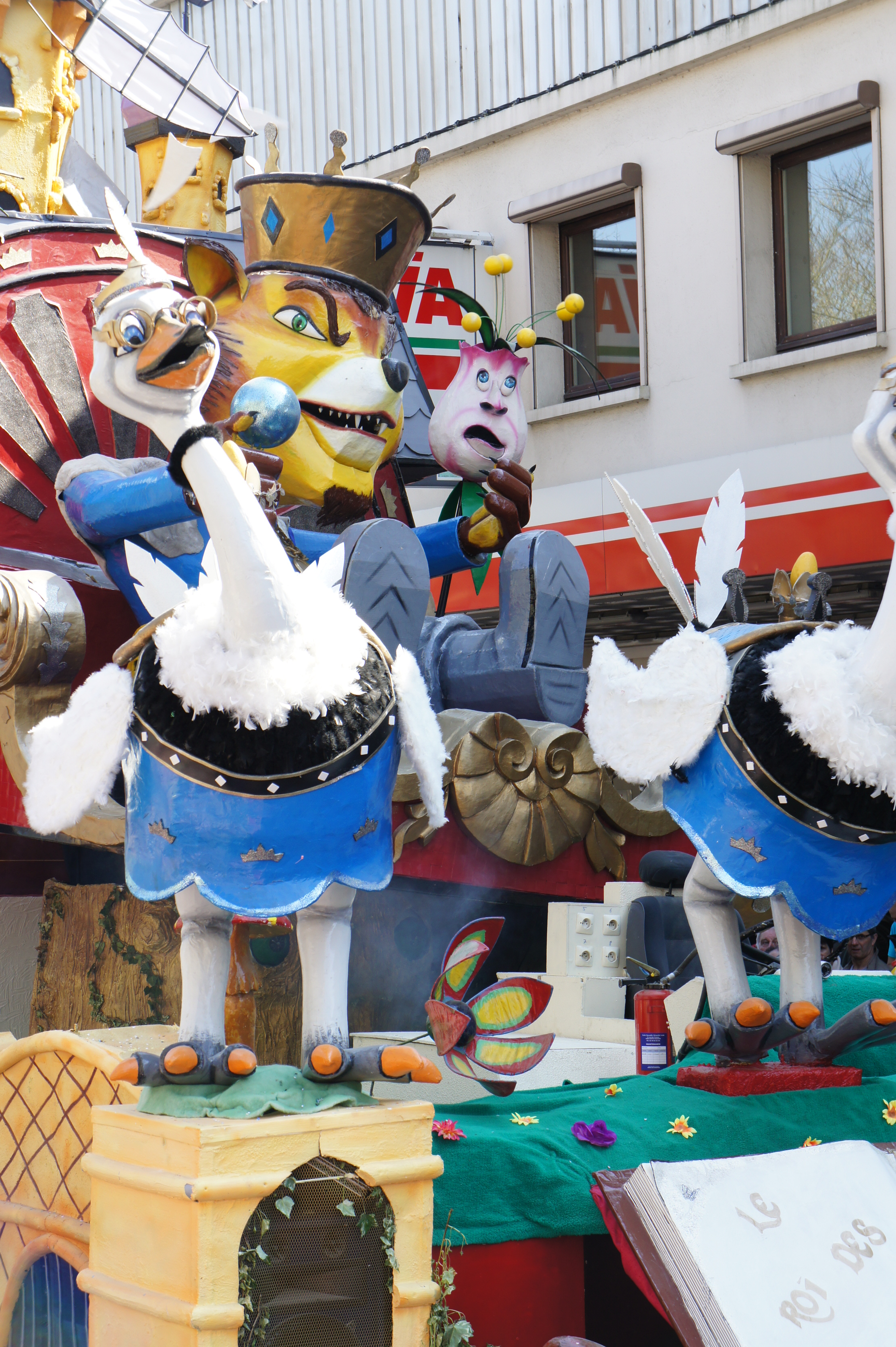
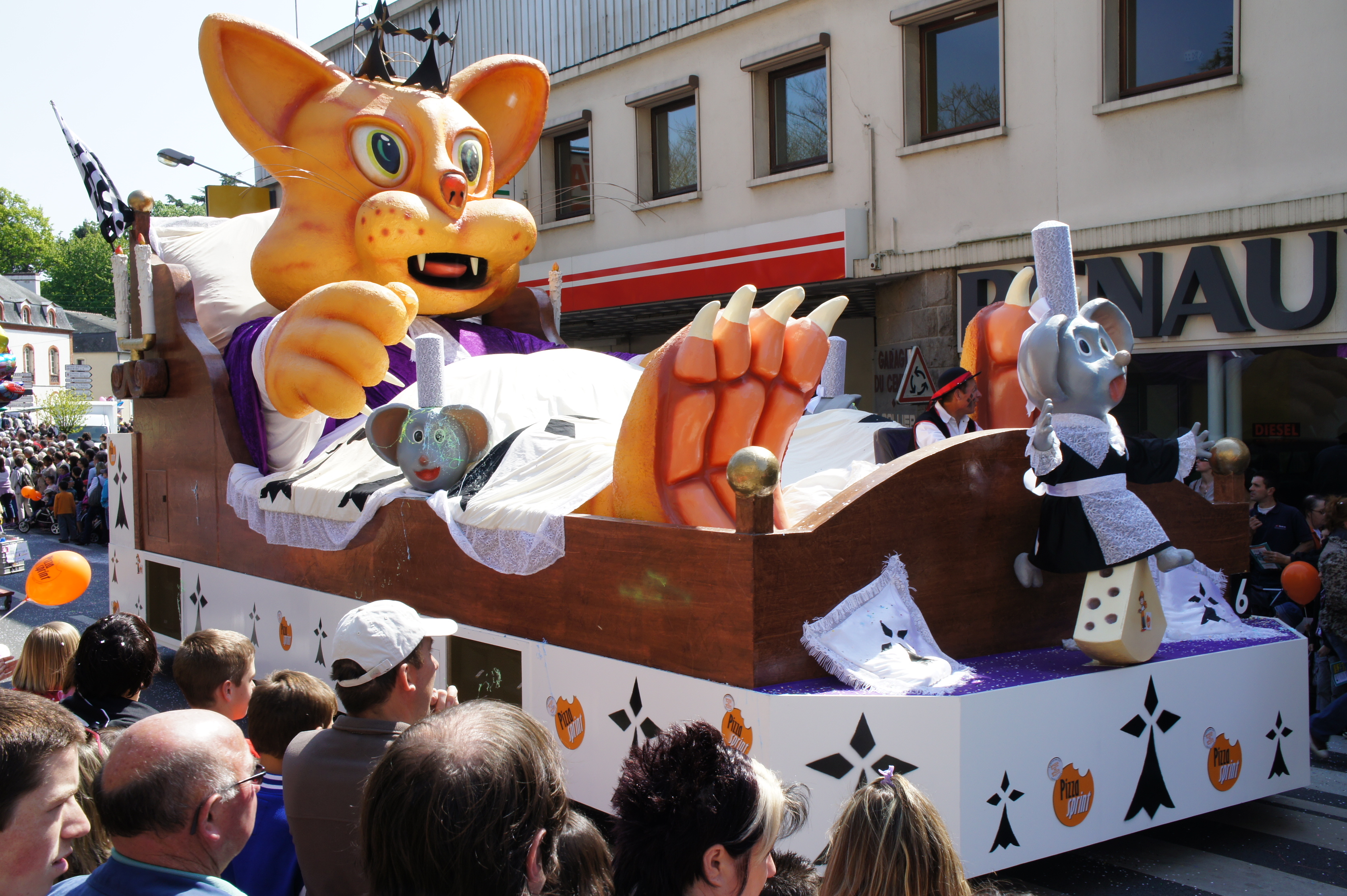
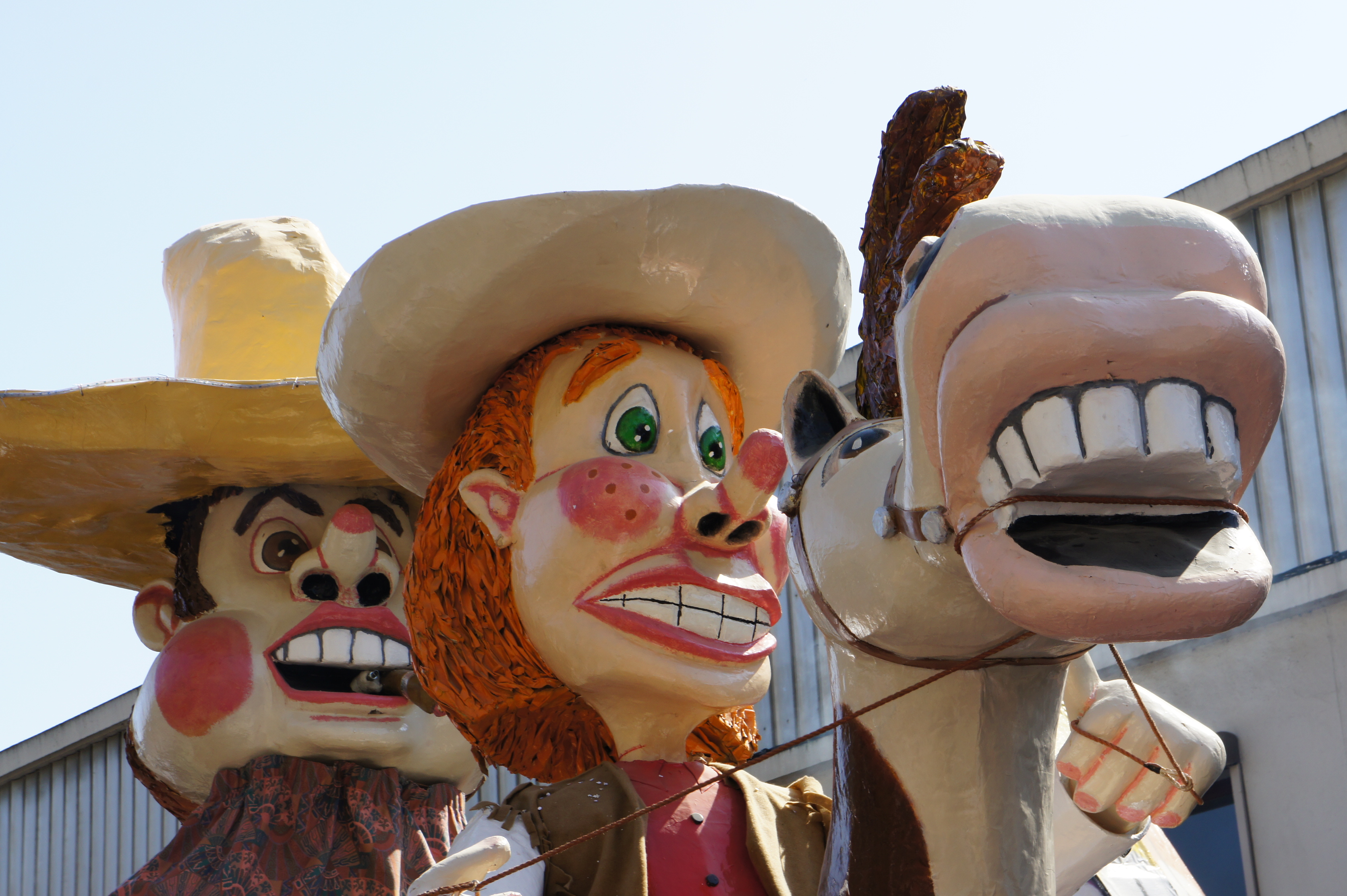
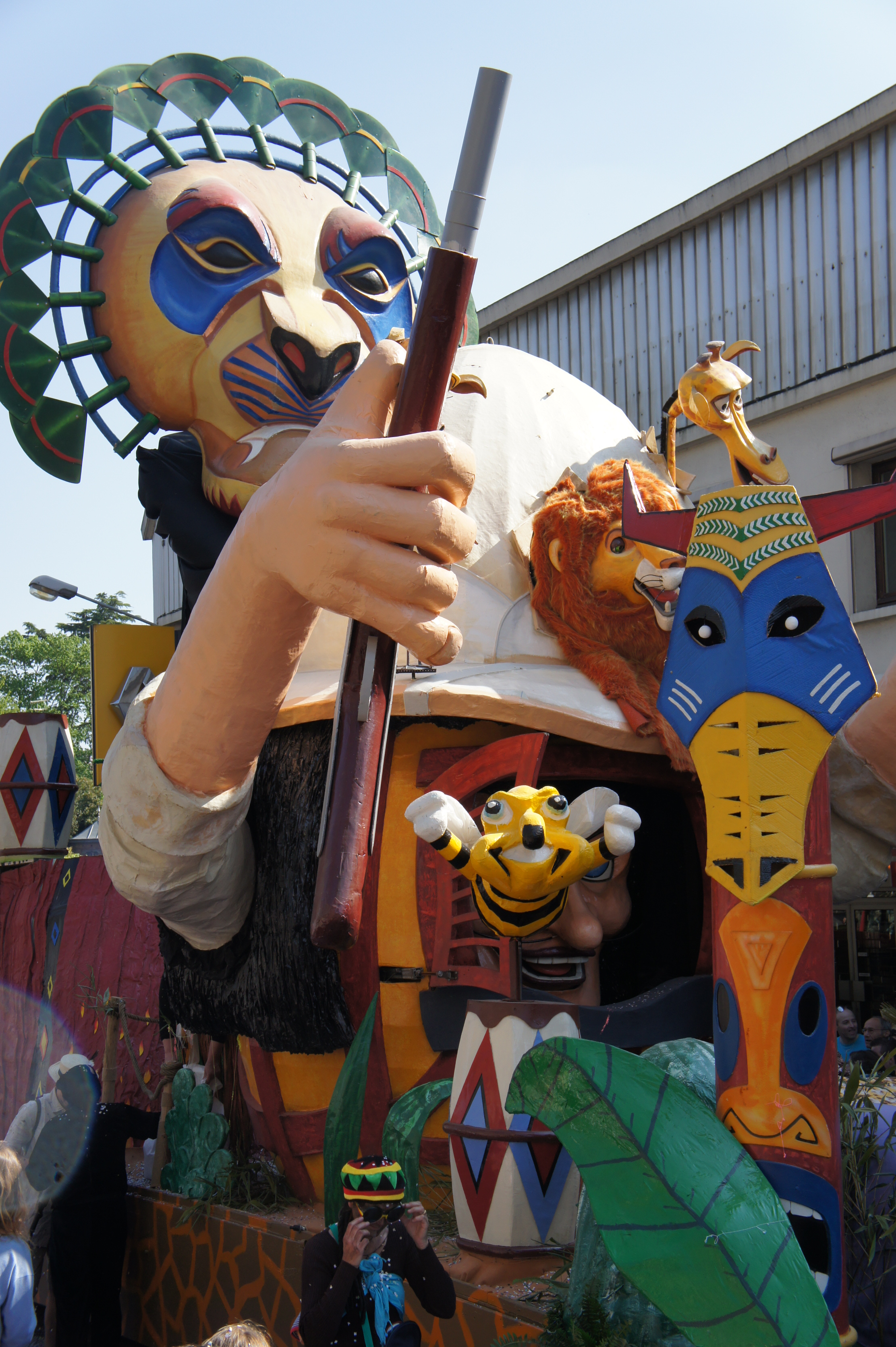

Défilé nocturne lors du Carnaval des Gais Lurons en 2014
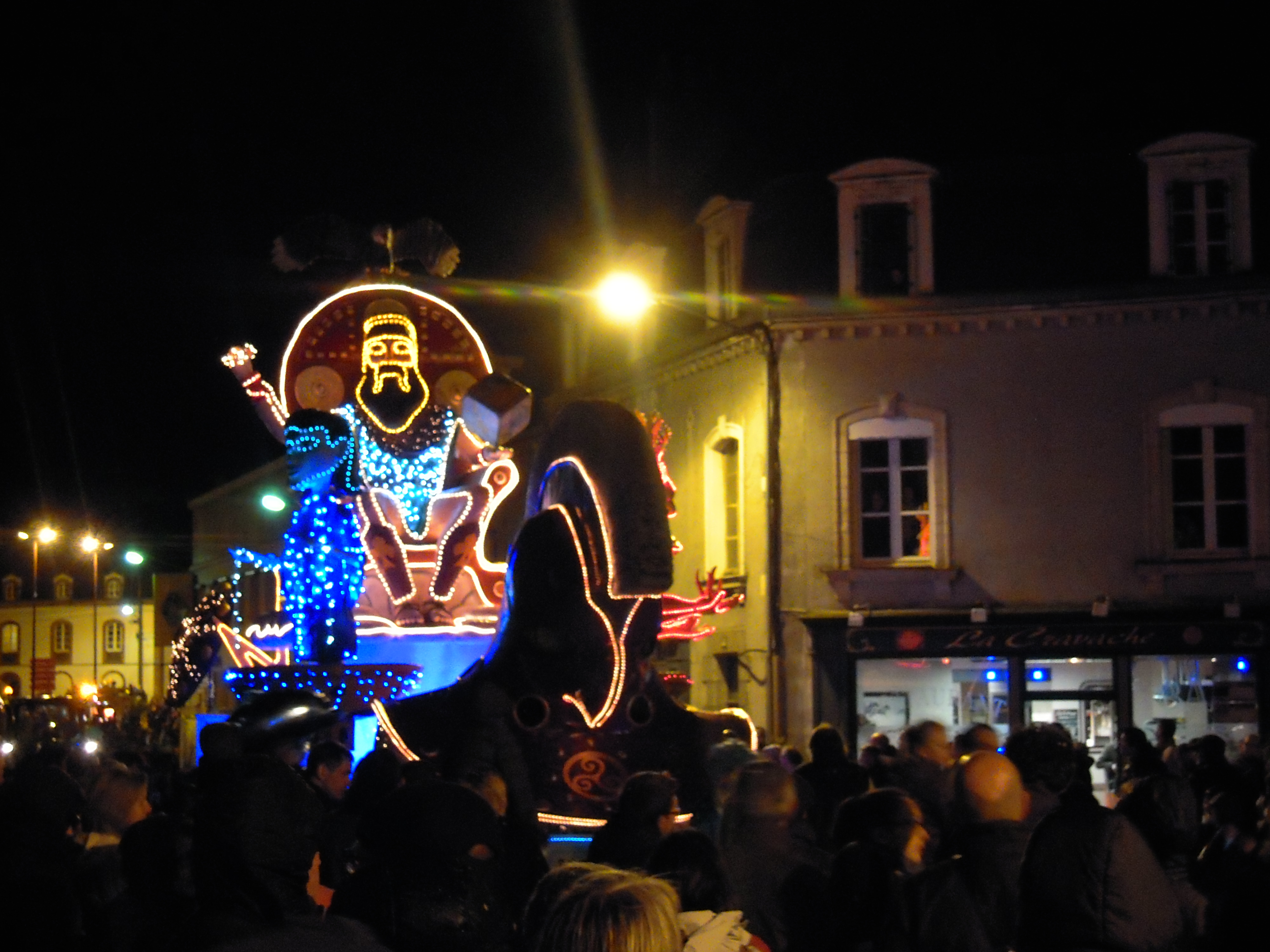
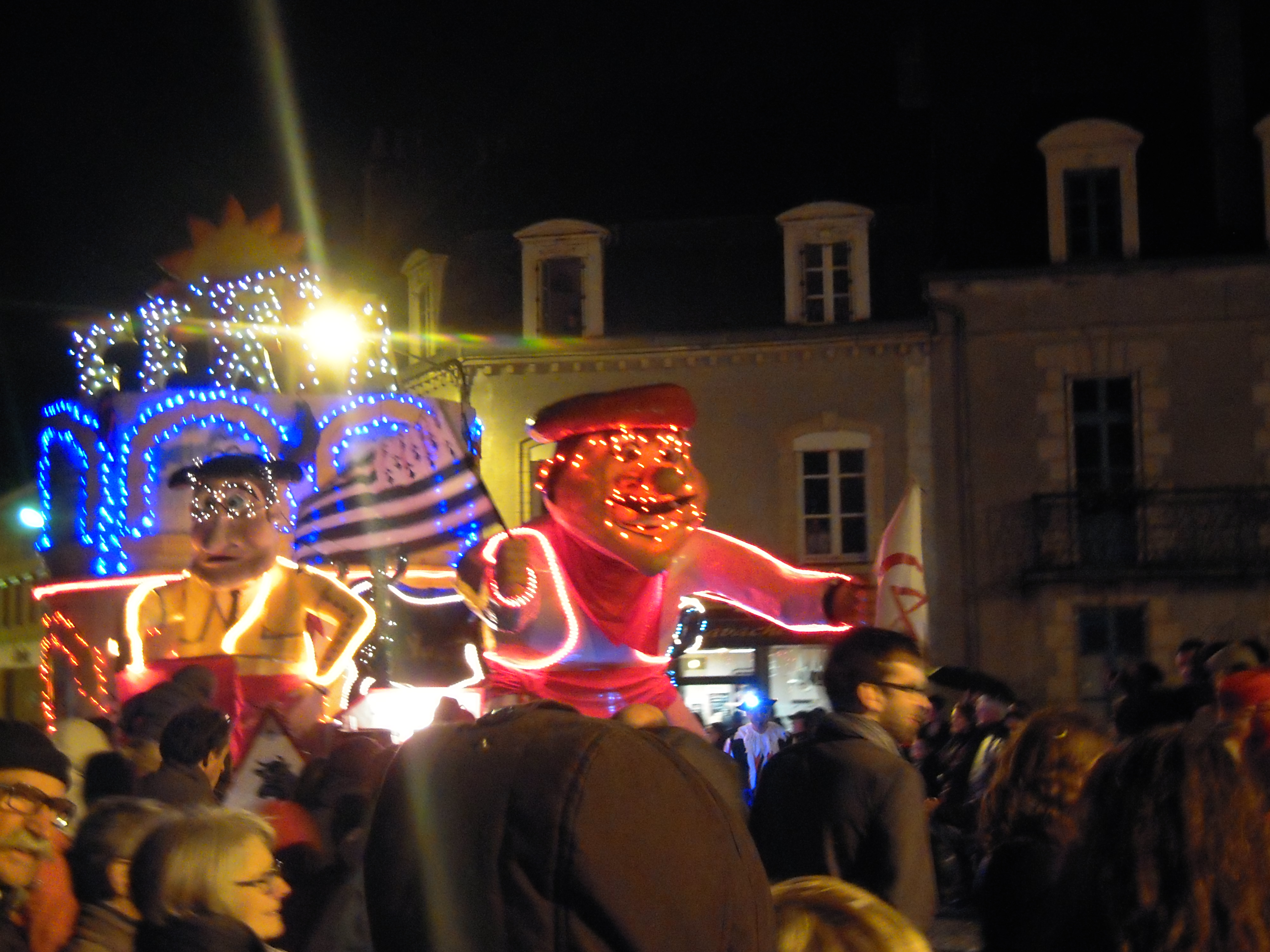
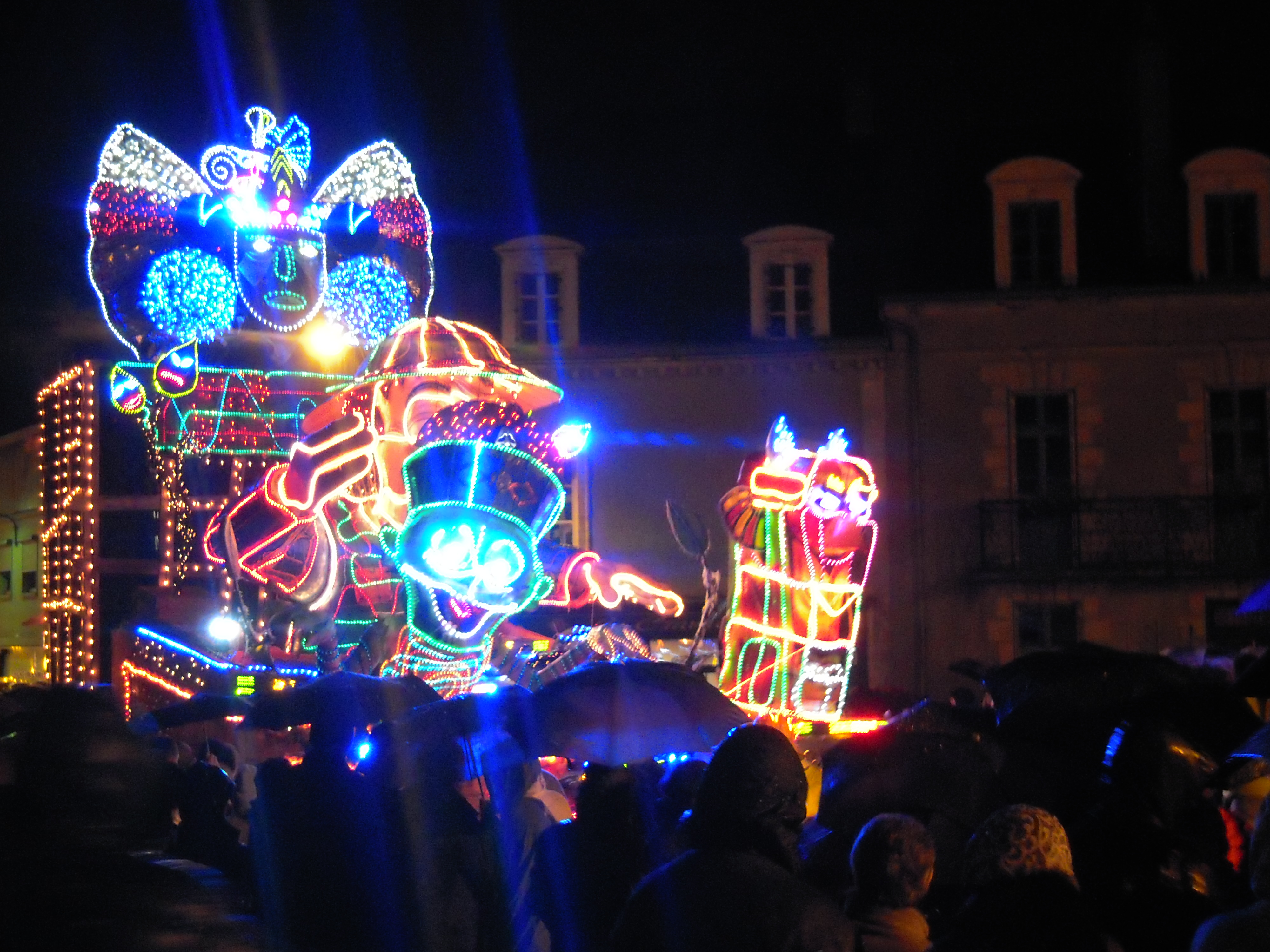

Chars lors du Carnaval des Gais Lurons en 2014
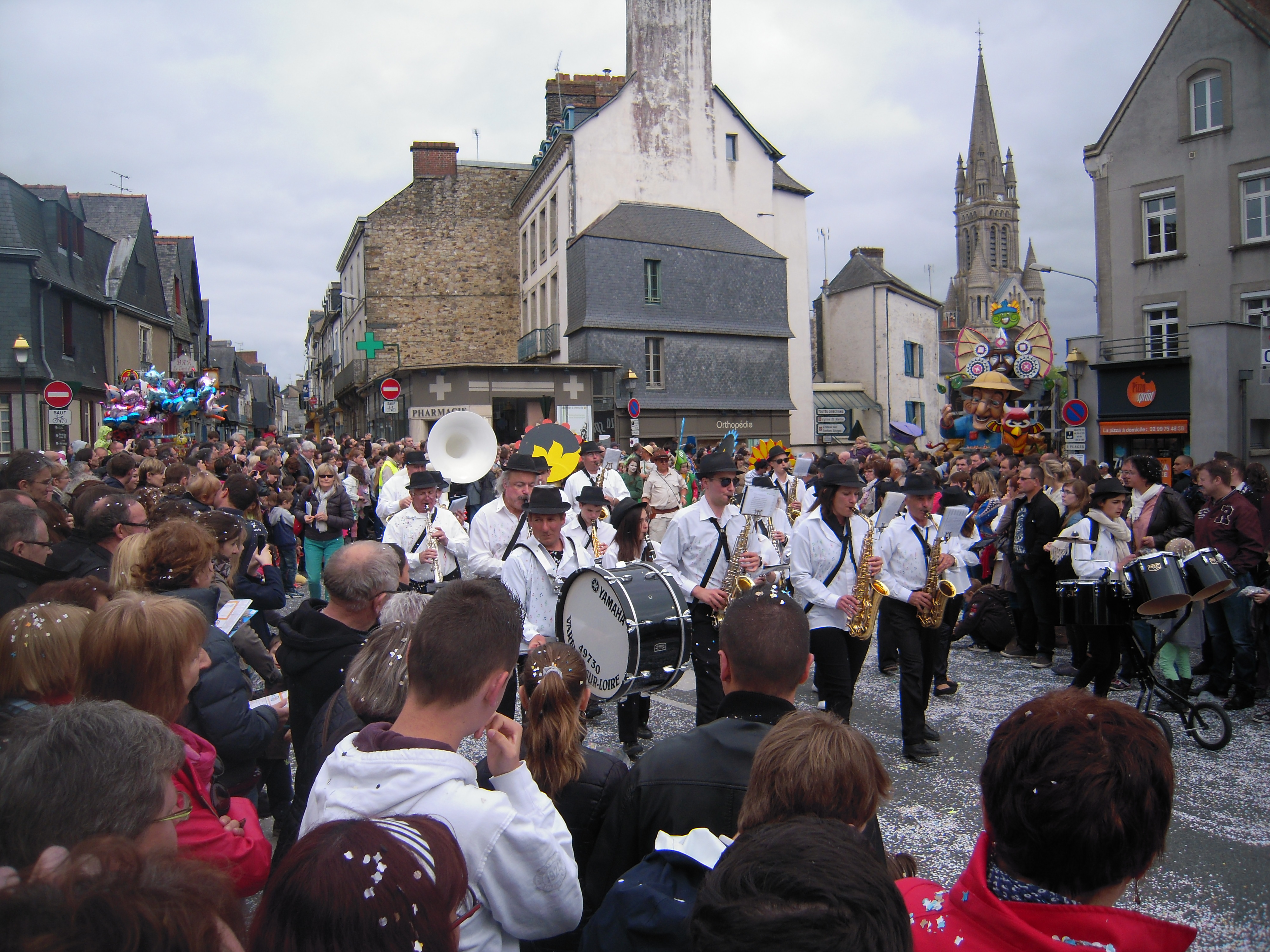
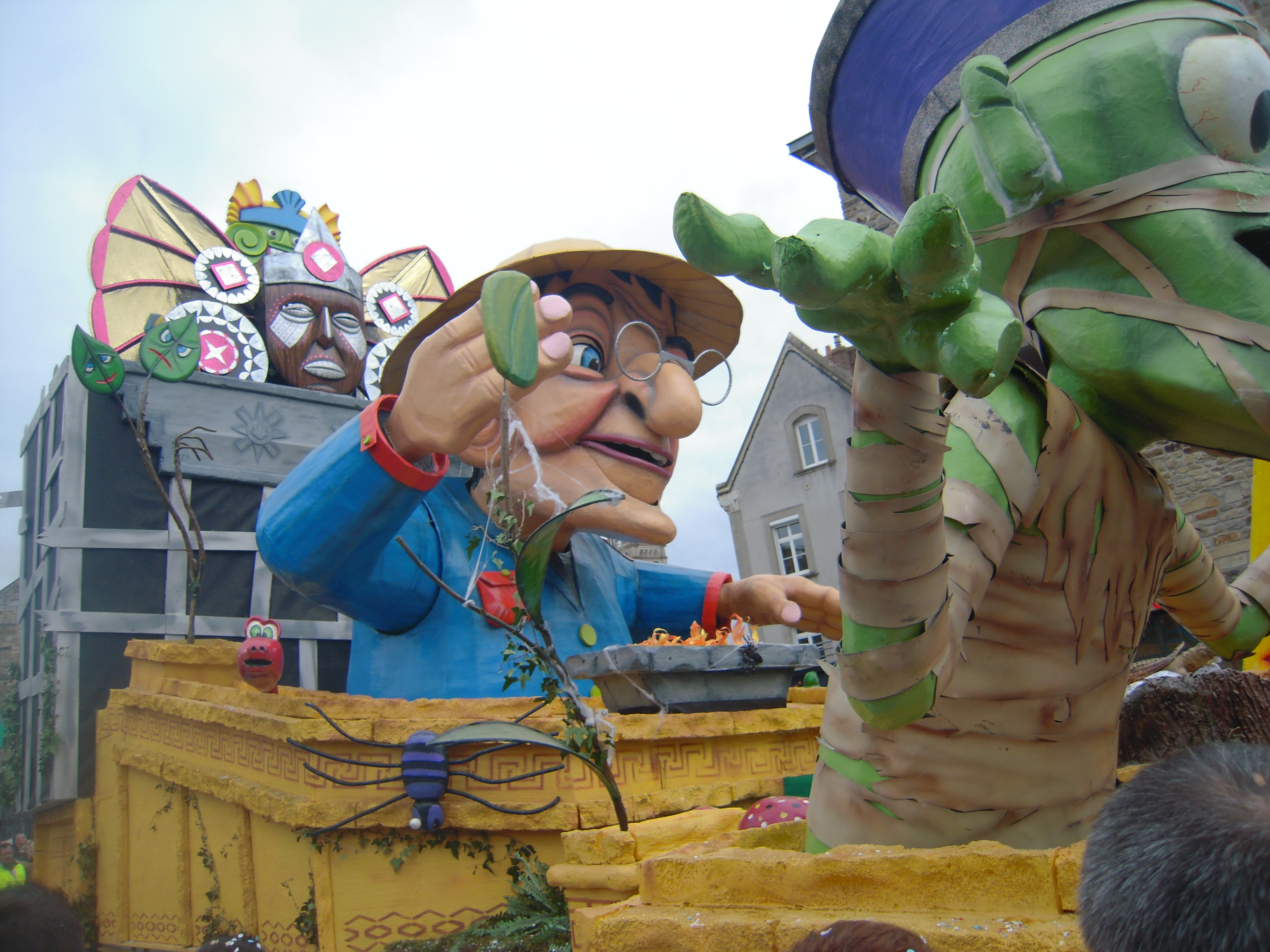
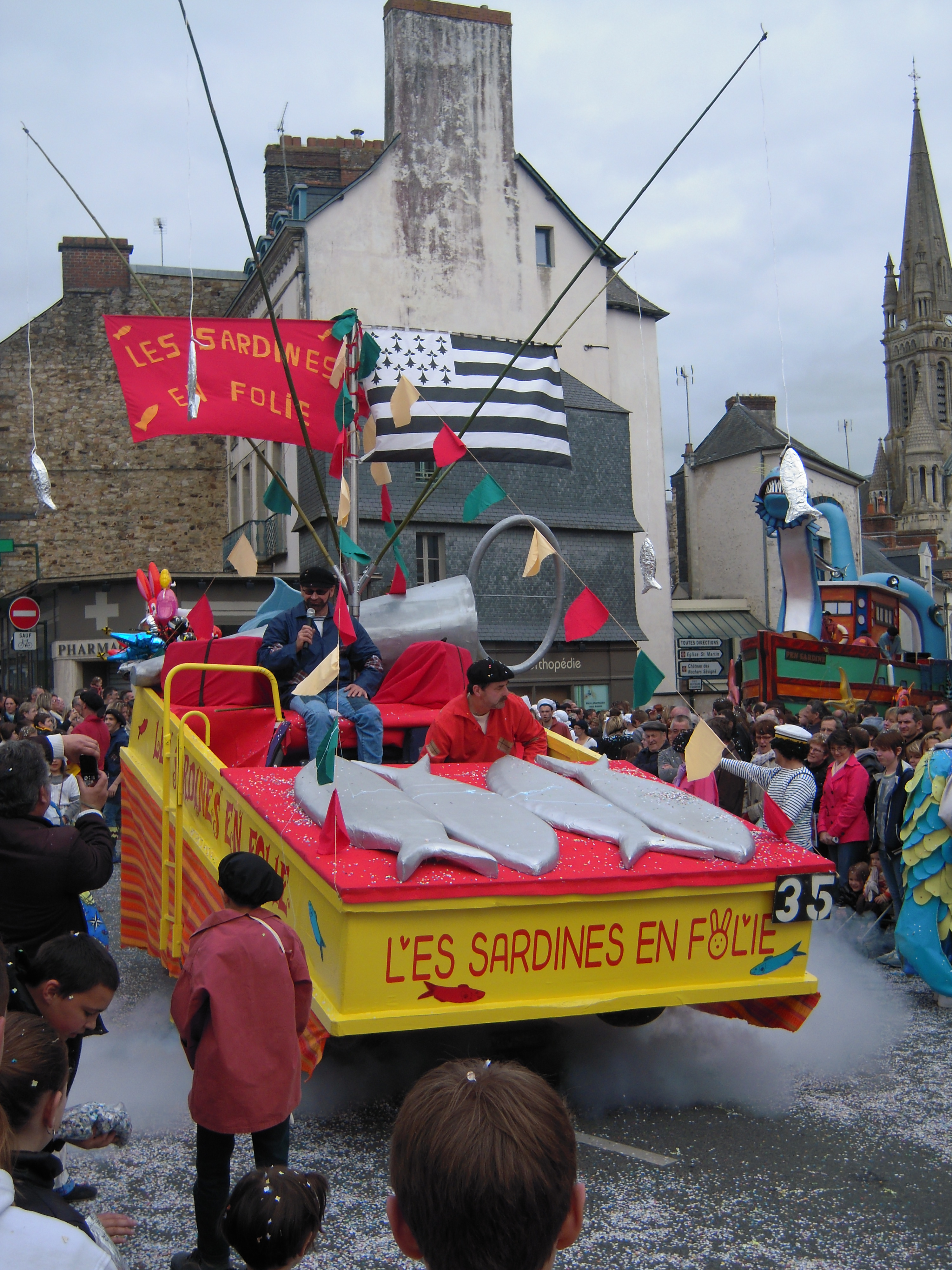
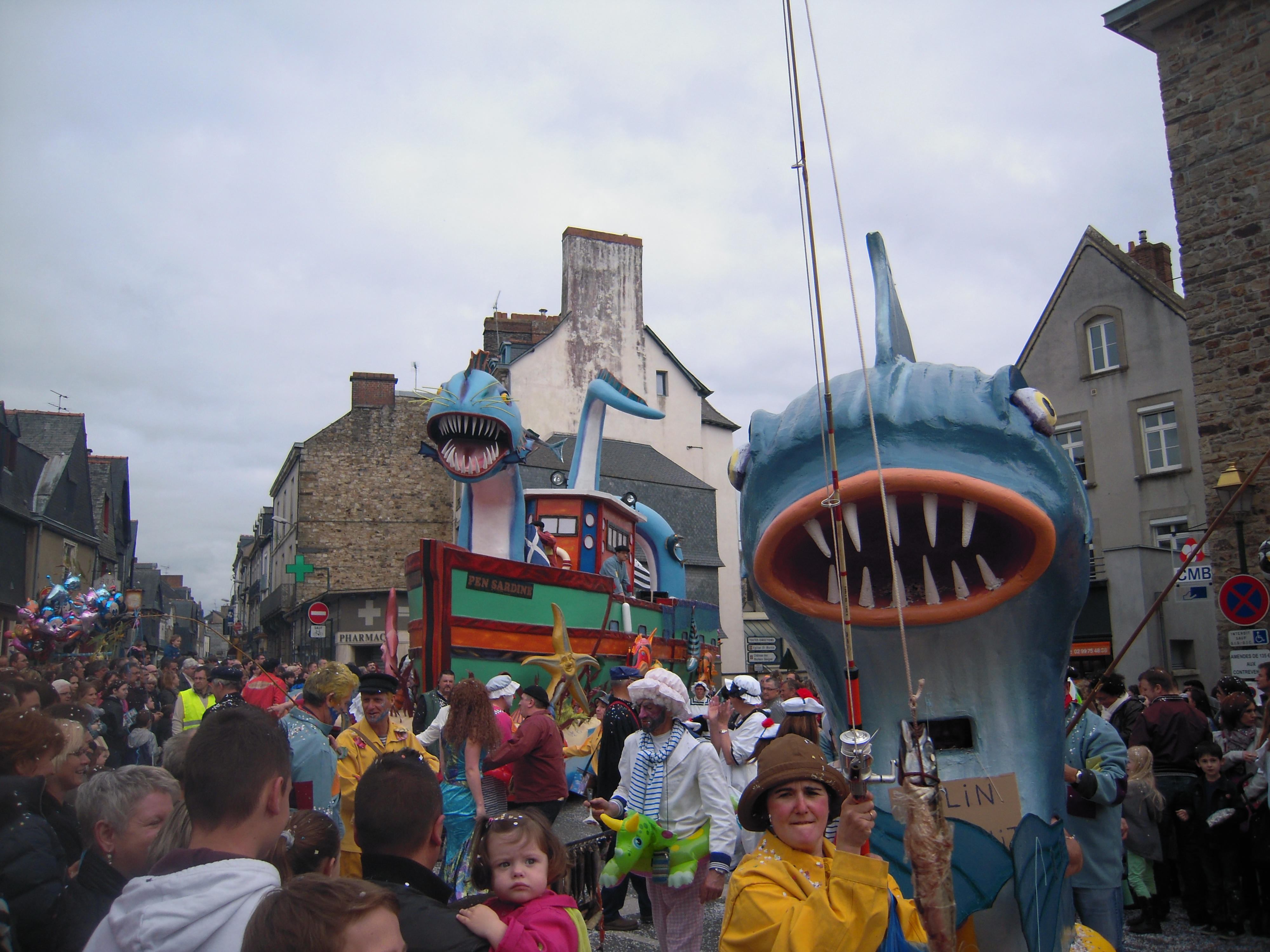
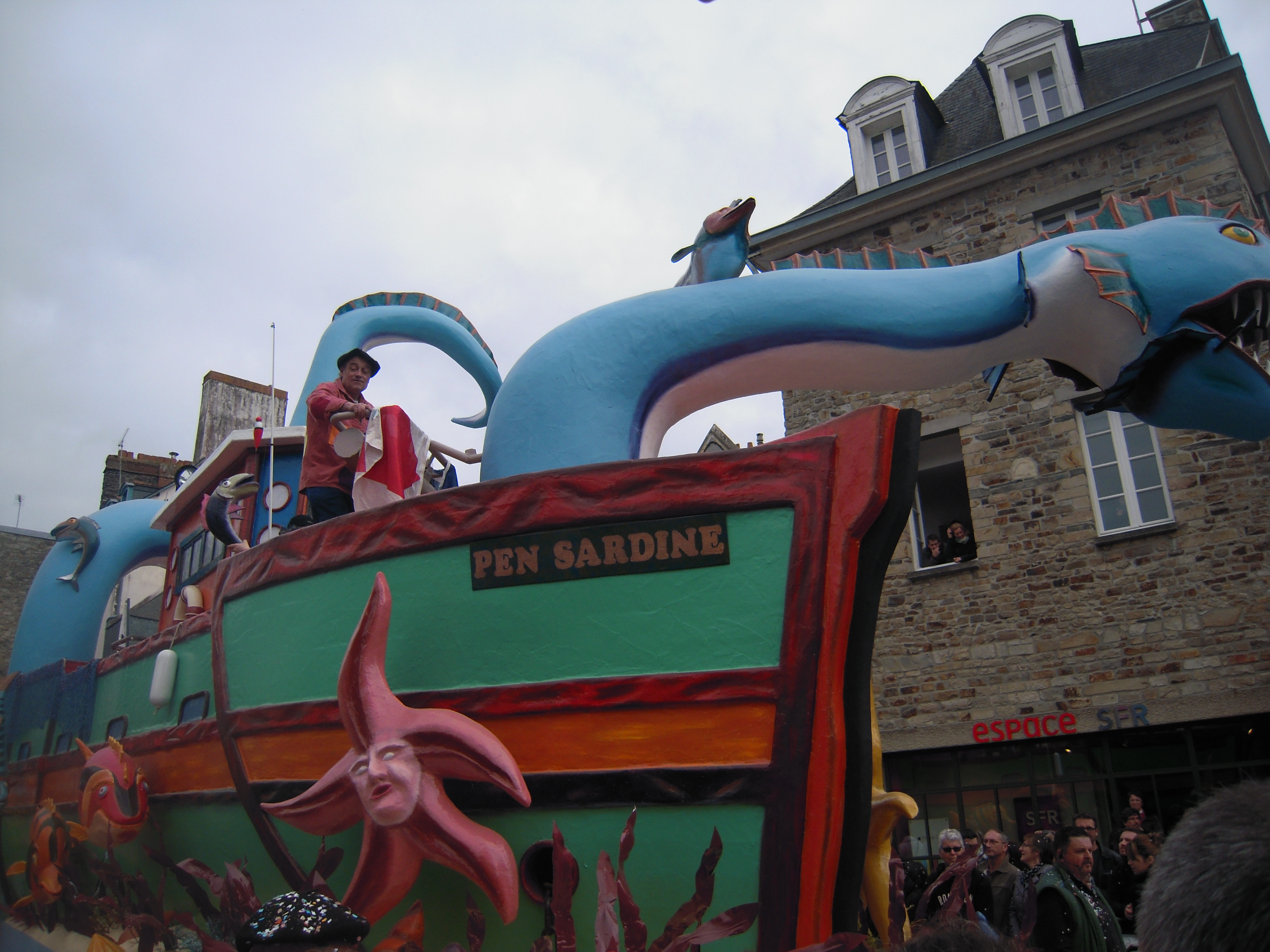
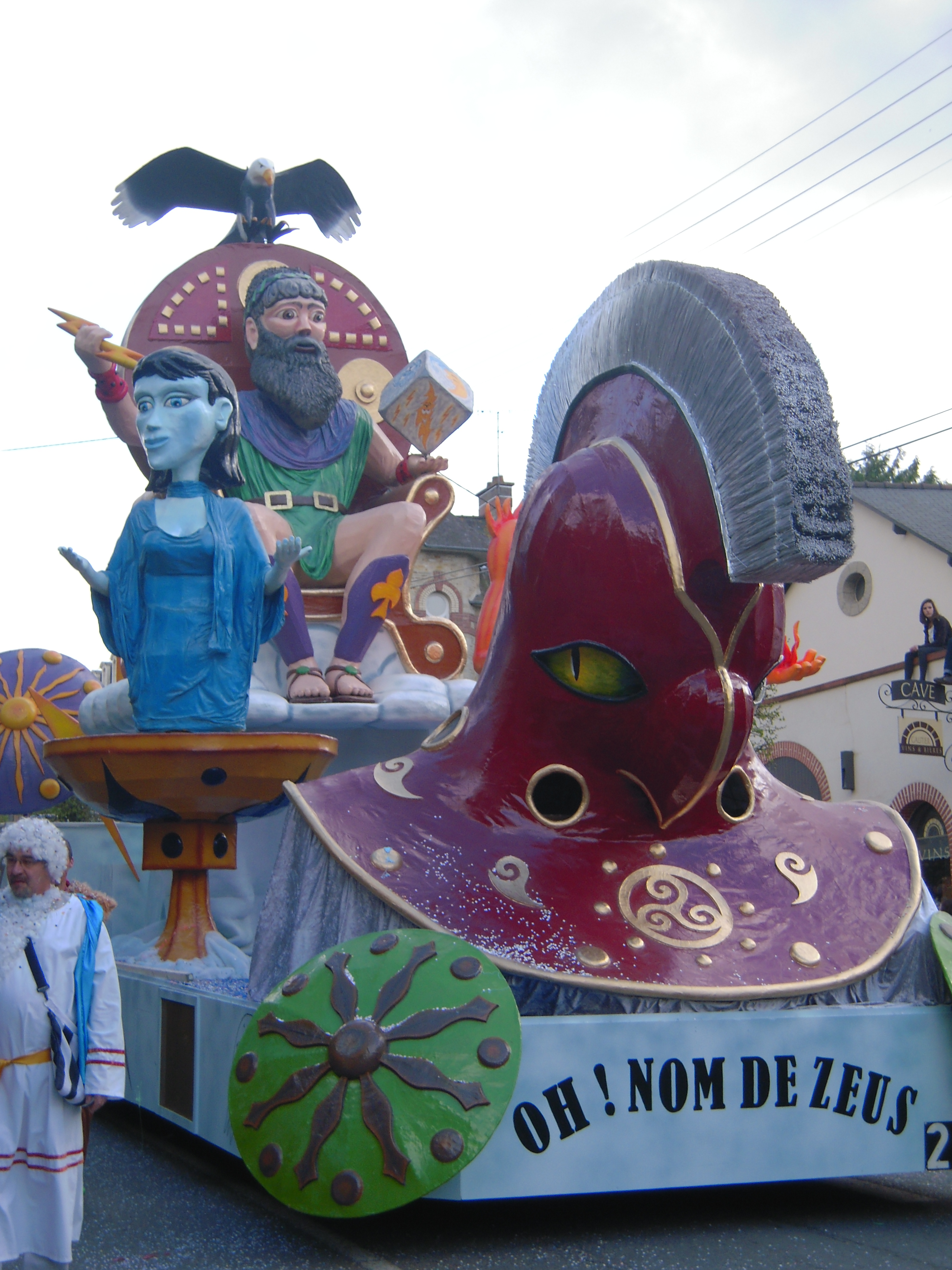